# Plotosaurus
Plotosaurus ("reptil nadador") es un género extinto de mosasáuridos que vivieron en la etapa del Maastrichtiense del Cretácico Superior en lo que hoy es el Condado de Fresno en California, Estados Unidos, si bien se han encontrado fósiles en Cocholgüe, Chile que podrían corresponder a este género. Originalmente denominado Kolposaurus (que significa "lagarto de bahía") por el paleontólogo de Berkeley Charles Lewis Camp en 1942, fue luego cambiado a Plotosaurus en 1951 cuando Camp descubrió que el nombre ya había sido asignado a un tipo de notosaurio.

## Descripción
Plotosaurus poseía varias adaptaciones a la vida marina no vistas en otros mosasáuridos. Comparado con sus demás parientes, poseía aletas más estrechas, una gran aleta caudal y un cuerpo fusiforme aerodinámico. Estos rasgos le permitían probablemente ser nadadores más rápidos que otros mosasáuridos. También tenían ojos relativamente grandes que sugieren una vista aguda, y las impresiones de su piel indican que tenían una piel escamosa.
Basándose en los análisis cladísticos, se considera que Plotosaurus son la rama más derivada de la evolución de los mosasáuridos.

## Especies
La especie tipo, P. bennisoni, fue nombrada por Allan Bennison, un coleccionista de fósiles quien descubrió los primeros restos en 1937. Medía cerca de 9 metros de longitud, y fue el primer mosasáurido conocido de California (un año antes, Bennison había ya descubierto al primer dinosaurio de ese estado, Saurolophus).
Una segunda especie, P. tuckeri, fue hallada también en 1937 por Frank Paiva y el profesor William M. Tucker. Aunque no estaba tan adaptado a la vida marina como P. bennisoni era cerca de un 40% mayor, alcanzando longitudes de cerca de 13 metros. Sin embargo, un análisis cladístico realizado por Lindgren, Caldwell y Jagt (2008) considera a P. tuckeri como un sinónimo más moderno.